# 펜촉

일반적인 뾰족한 펜촉의 도해.

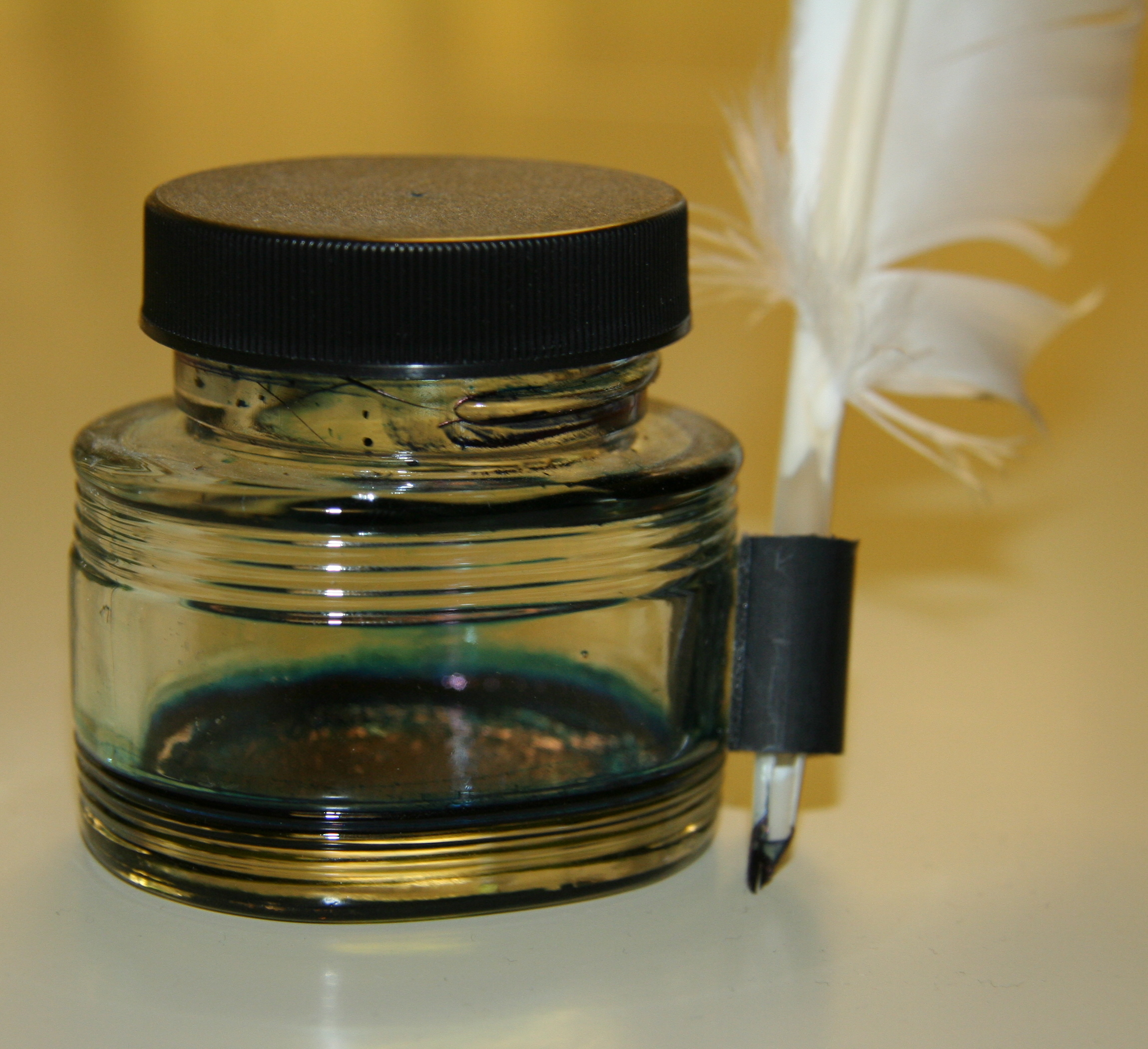
깃펜과 잉크병.

펜촉(nib 닙[*])은 잉크를 내보내기 위해 필기면에 직접 접촉하는 깃펜, 딥펜, 만년필 또는 첨필의 일부이다. 다양한 종류의 펜촉은 용도, 모양 및 크기 뿐만 아니라 만들어지는 재료에 따라 다르다.

## 역사

### 깃펜
깃펜은 중세 초기에 유럽 전역에서 사용되던 리드펜을 대체했으며, 17세기까지 거의 천 년 동안 서양의 주요 필기구로 남아있었다. 깃펜을 만들 때는 거위같이 큰 새의 깃털(전통적으로 왼쪽 날개에서 얻는다.) 끝을 절단하여 펜촉을 만든다. 깃펜은 리드펜보다 내구성이 높고 유연하다는 장점이 있으며, 깃털 속의 빈 축인 칼라모스에 잉크를 머금도록 하여 잉크를 찍어 쓰는 시간을 줄여주었다. 깃펜은 19세기 초에 금속 펜촉이 등장할 때까지 일반적으로 사용되었다. 금속 펜촉이 개발되면서 깃펜은 상당히 빠르게 판매량이 감소하였다. 그러나 현대에도 개인 용도와 예술 작품으로는 여전히 인기가 있다.

### 금속

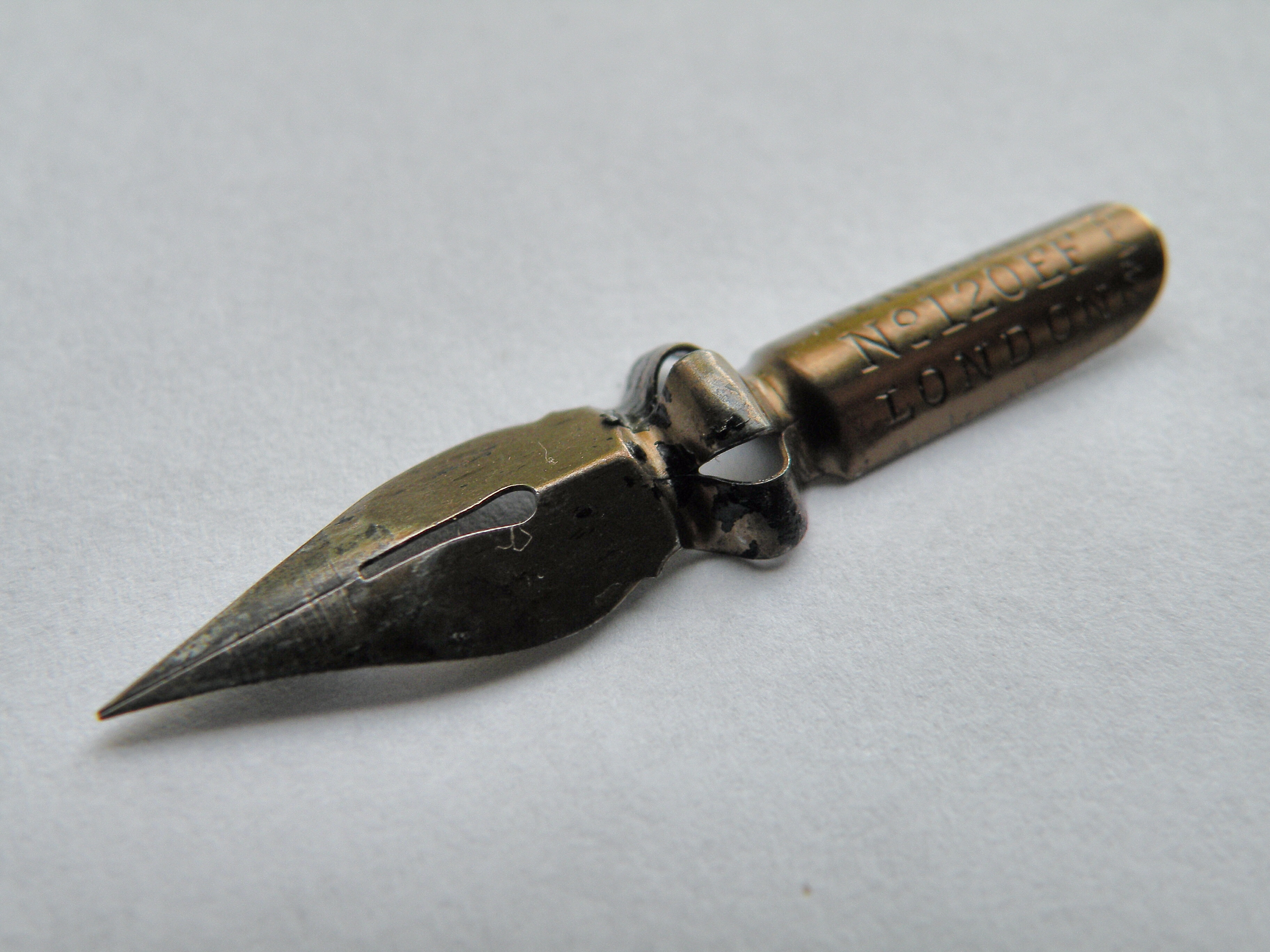
Perry & Co.의 금속 펜촉.

금속 펜촉의 기원은 고대 이집트까지 거슬러 올라가며, 구리와 청동과 같은 금속으로 만들어졌다. 그러나 이러한 펜으로 쓸 수 있는 글의 질은 리드펜에 비해 열등했다. 금속 펜촉은 18세기에 장인이 만든 일회성 고급 아이템으로 만들어졌다. 1800년대 초, 영국의 와이즈와 미국의 페레그린 윌리엄슨은 처음으로 스틸펜을 주요 직업으로 삼은 제작자였다. 존 미셸, 조시아 메이슨 등이 영국 버밍엄에 스틸 펜촉을 제조하기 위해 공장을 설립한 1820년대가 되어서야 인기가 높아졌다. 스틸 펜촉은 깃펜보다 훨씬 더 긴 날카로운 점이나 모서리를 유지하므로 연마하는데 많은 기술이 필요하다. 금속 펜촉은 용도에 따라 다른 특성을 갖도록 쉽게 제조된다. 또한 이제 홀더에 부착하거나 분리할 수 있으므로 상대적으로 쉽게 펜촉을 바꿀 수 있다.

## 펜촉 종류

넓은 펜촉.

뾰족한 펜촉, 구부러졌을 때와 구부러지지 않았을 때.

펜촉은 용도에 따라 다양한 모양과 크기로 판매되지만 주로 넓은 펜촉과 뾰족한 펜촉의 두 가지 종류으로 나눌 수 있다.

## 만년필 펜촉

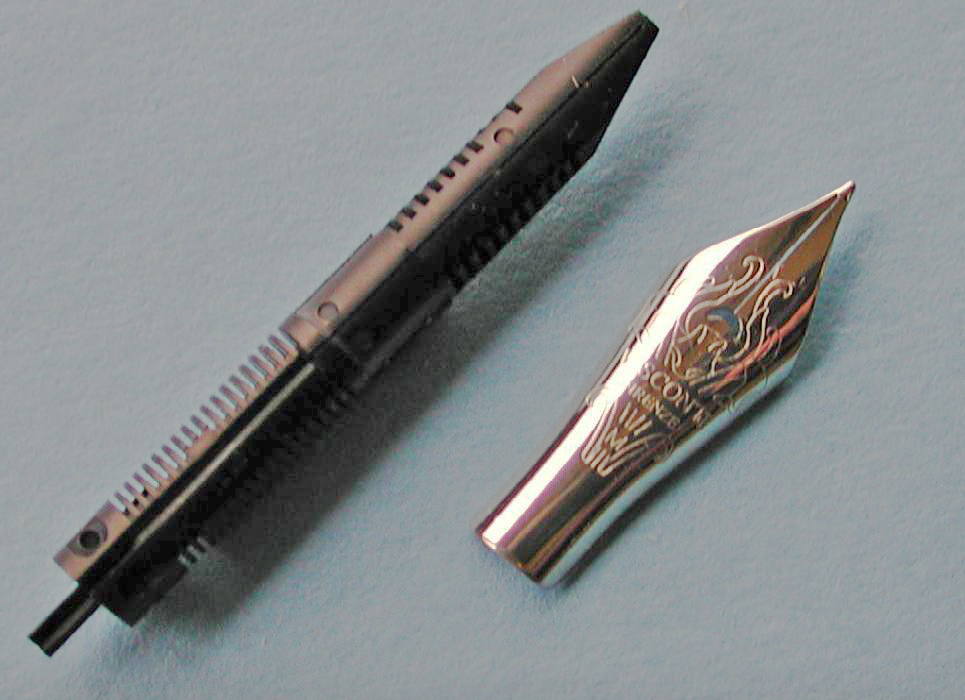
비스콘티 스테인리스 스틸 만년필 펜촉 및 피드의 분해

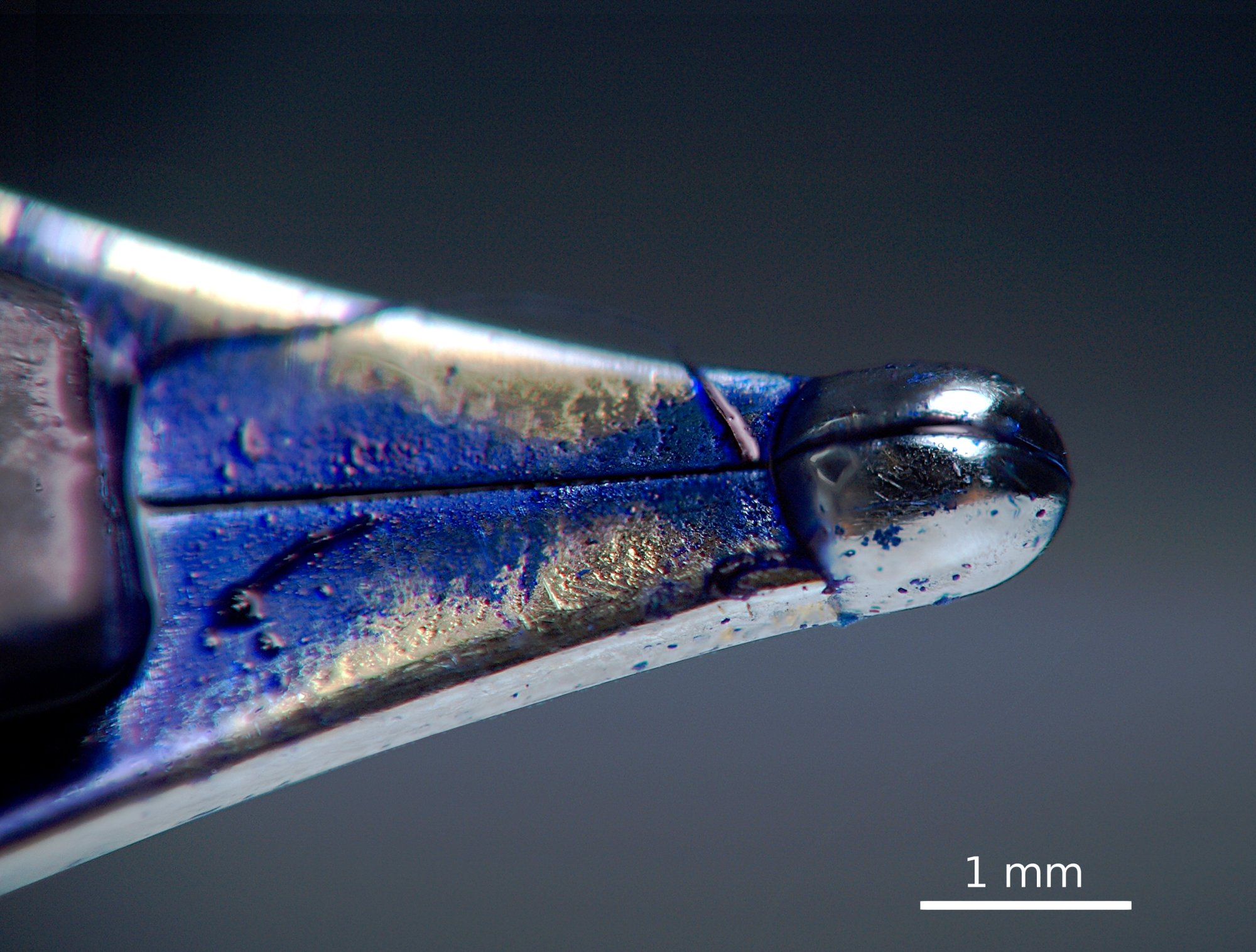
만년필 펜촉의 끝

### 펜촉의 종류
가장 일반적인 펜촉은 둥근 끝을 가진 다양한 두께(EF, F, M, B)를 가지지만 다양한 다른 펜촉 모양을 사용할 수 있다. 이것의 예로는 사선, 스텁, 이탤릭체 및 360도 펜촉이 있다.
더 넓은 펜촉은 덜 정확한 강조를 위해 사용되며, 잉크 음영의 수준이 높고 흡수성이 적은 용지에 광택이 나는 이점이 있다. 더 미세한 펜촉 (예 : EF 및 F)는 음영 및 광택을 희생하면서 복잡한 수정 및 변경에 사용할 수 있다. 사선, 역 사선, 스텁 및 이탤릭 펜촉은 붓글씨 목적 또는 일반적인 필기 구성에 사용할 수 있다. 특정 펜촉의 선 너비는 원산지에 따라 다를 수 있다. 일본은 한자를 사용하기 때문에 한 글자 안에 더 많은 획을 써넣어야 하게 되면서 펜촉이 일반적으로 더 얇아지게 되었다.

### 펜촉의 연성

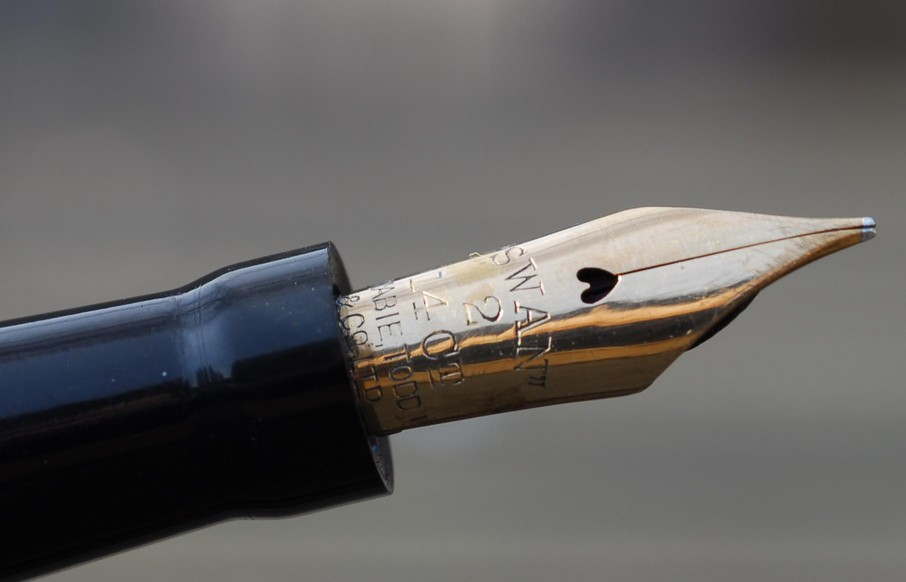
Mabie Todd Swan 연성 14k 펜촉.

20세기 상반기의 만년필은 그 시대에 선호되던 필기 스타일(예: 카퍼플레이트 서체 및 스펜서리안 서체)에 적합한 연성 펜촉을 가질 가능성이 더 높다. 1940년대에 이르러서 필기 선호도는 먹지를 통해 중복 문서를 작성하는 데 필요한 더 큰 압력을 견딜 수 있는 더 단단한 펜촉으로 바뀌었다.

### 다양한 펜촉 모양
다른 모양의 만년필 펜촉에는 후디드(예: 파커 51, 파커 61, 2007 파커 100 및 영웅 329), 인레이드 (예: 섀퍼 타가 또는 섀퍼 PFM) 또는 일체형 펜촉(파커 T-1 및 파커 Falcon, 파이롯트 뮤 701)는 다른 필기감을 가질 수 있다.
펜촉이 각 개인에게 고유한 필각으로 "사용"되므로 사용자는 만년필을 빌려주거나 빌려주지 않도록 주의를 받는다. 다른 사용자는 낡은 펜촉이 손에 만족스럽게 글씨를 쓰지 못하고 더 나아가 두 번째 마모 표면을 생성하여 원래 사용자의 펜촉을 망칠 가능성이 있다. 그러나 현대적이고 내구성이 강한 팁핑 소재를 사용하는 펜에서는 중요한 마모가 발생하는 데 수 년이 걸리기 때문에 이는 대체로 문제가 되지 않는다.

## 갤러리

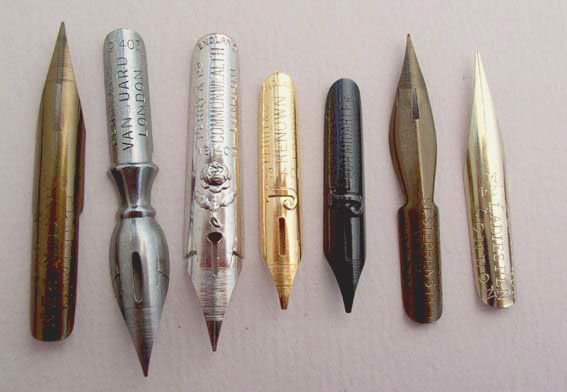
Perry & Co. 뾰족한 펜촉들
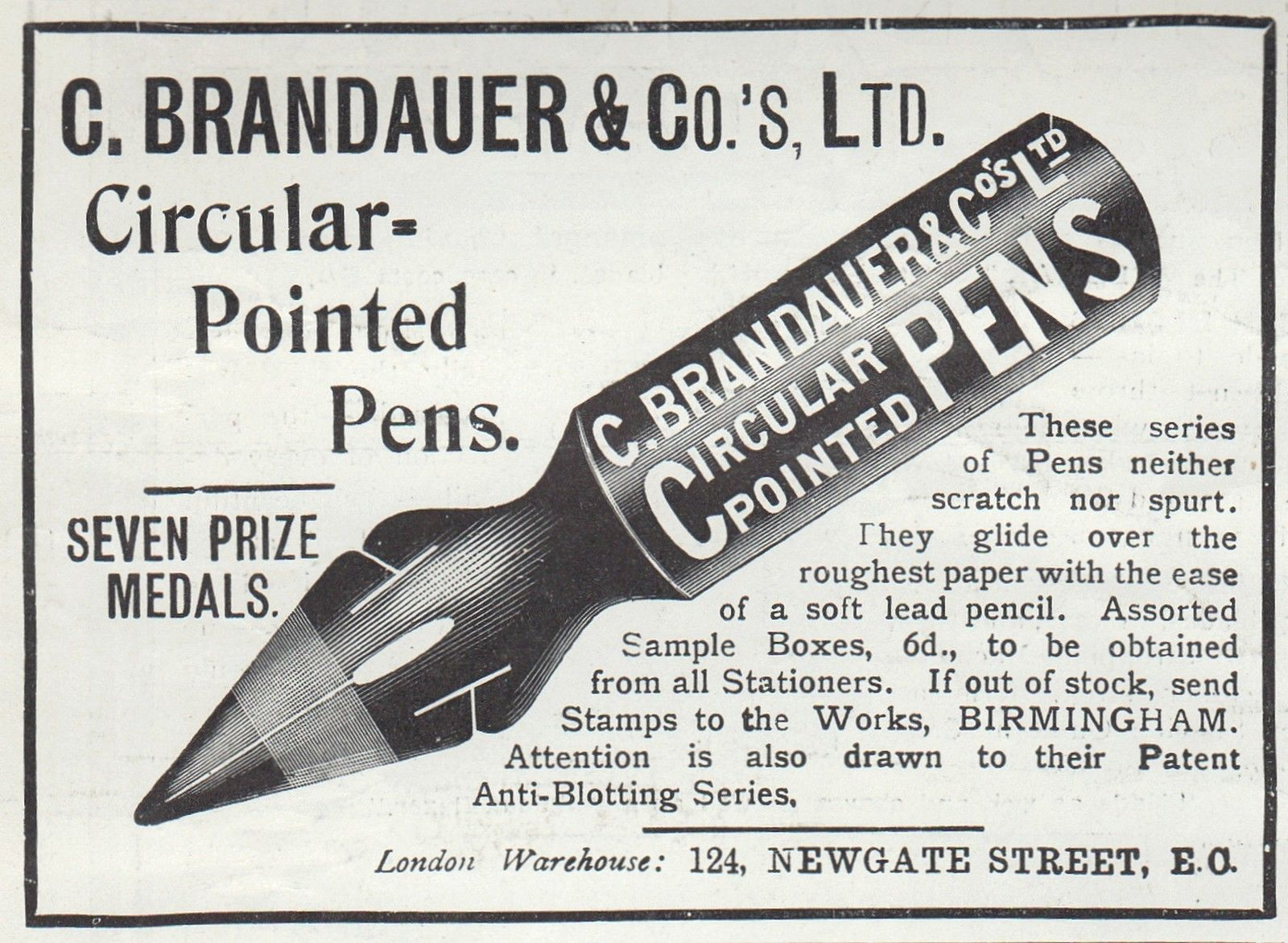
C. Brandauer & Co. 광고
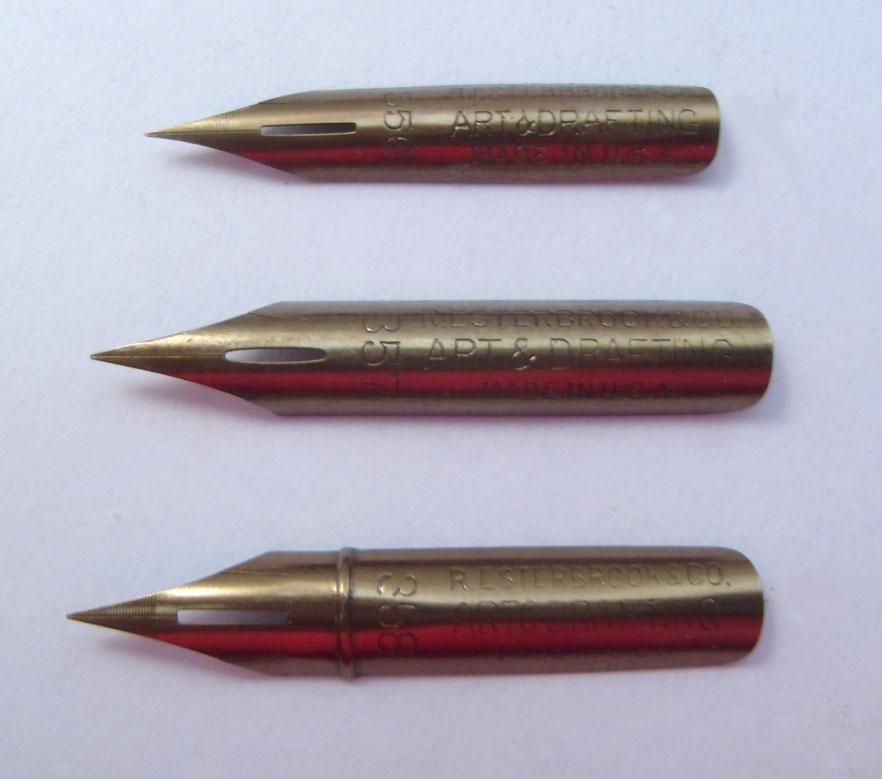
Esterbrook 모델들
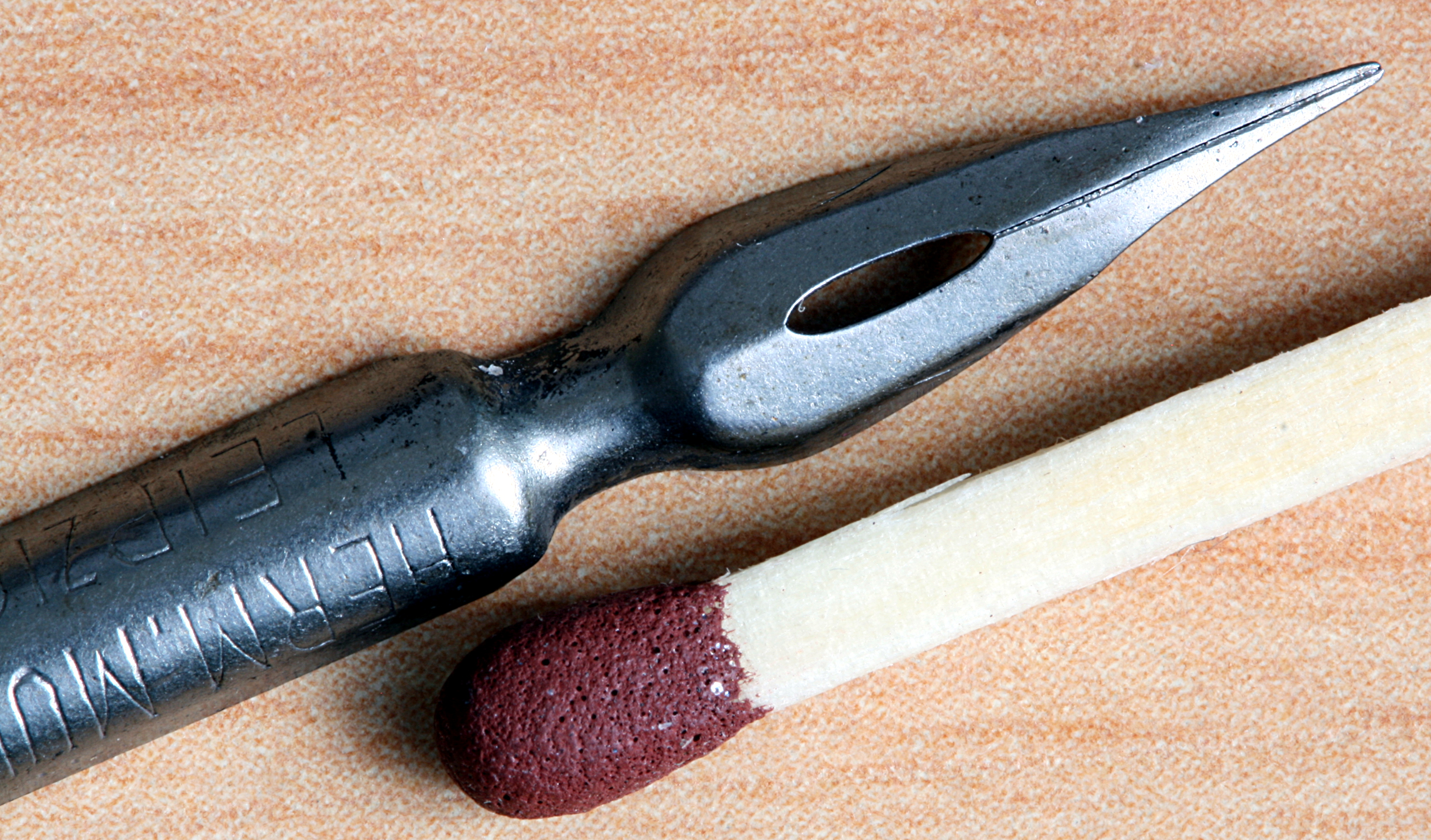
Herm. Müller 펜촉
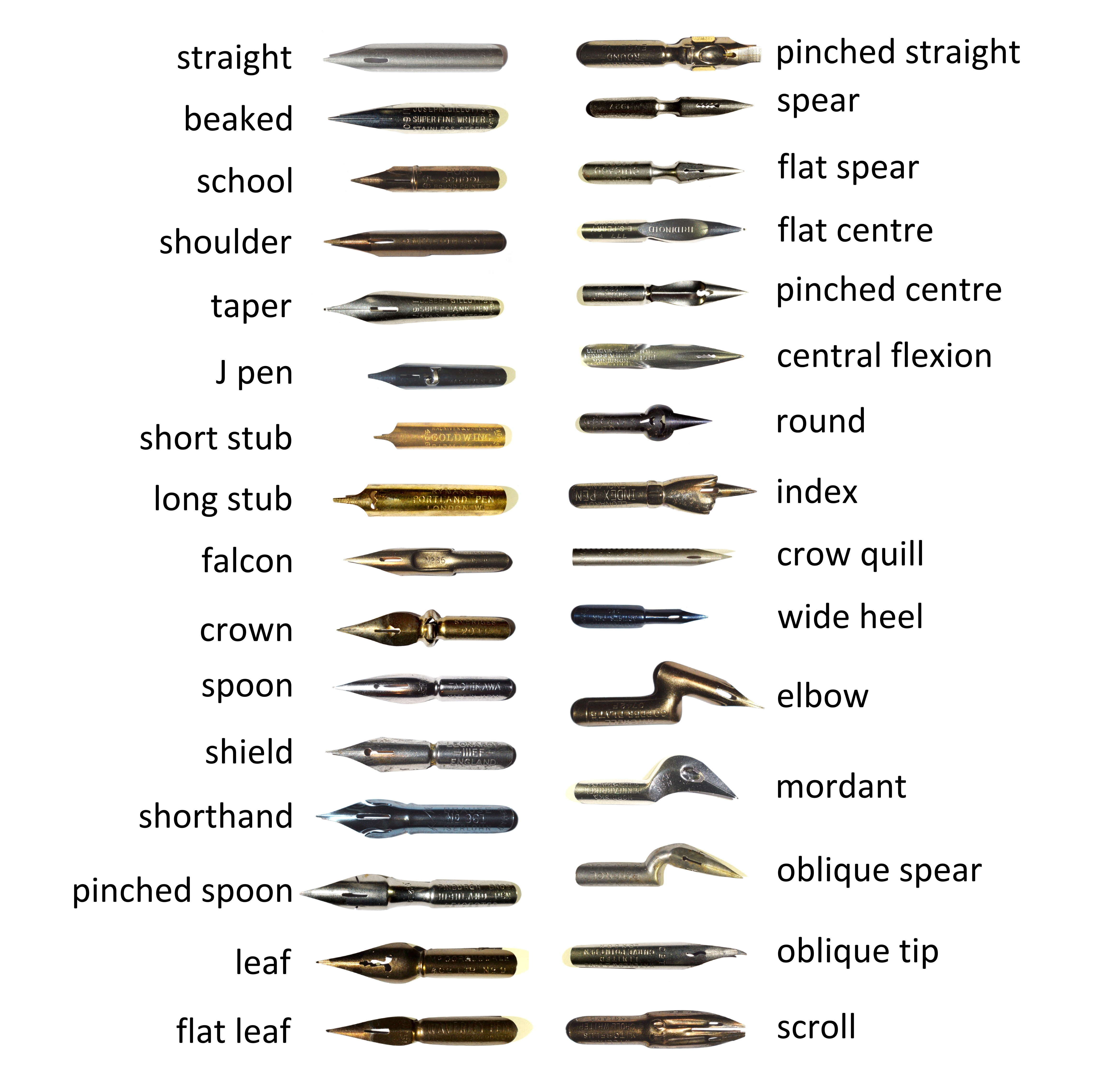
다양한 모델들
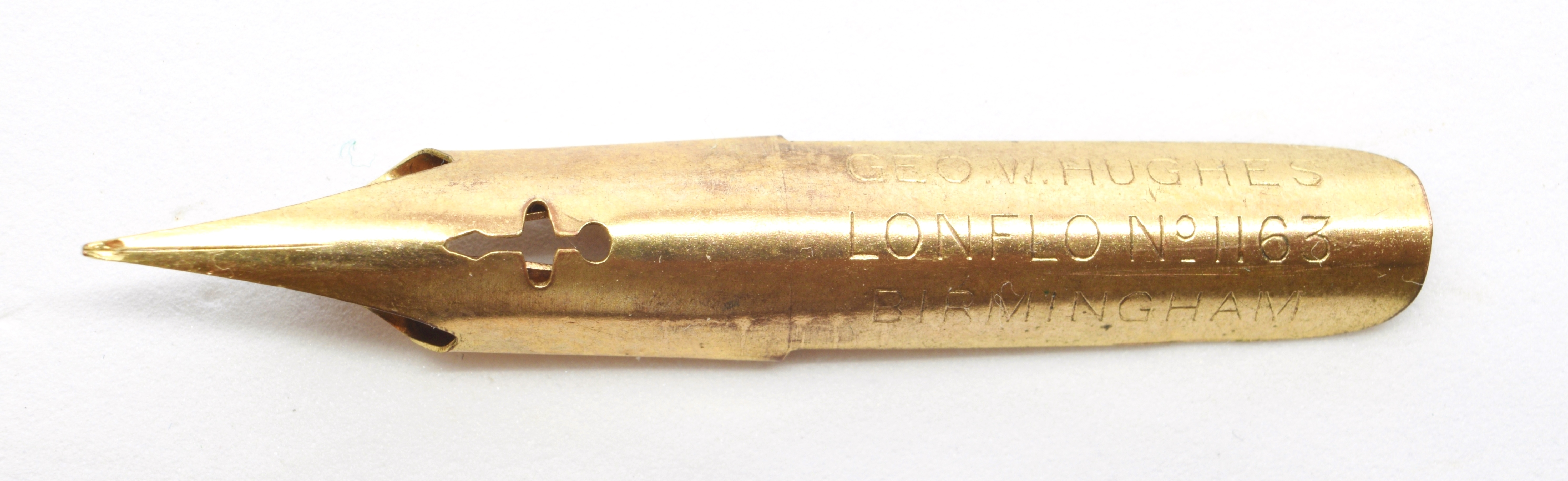
Geo. W. Hughes 1163번
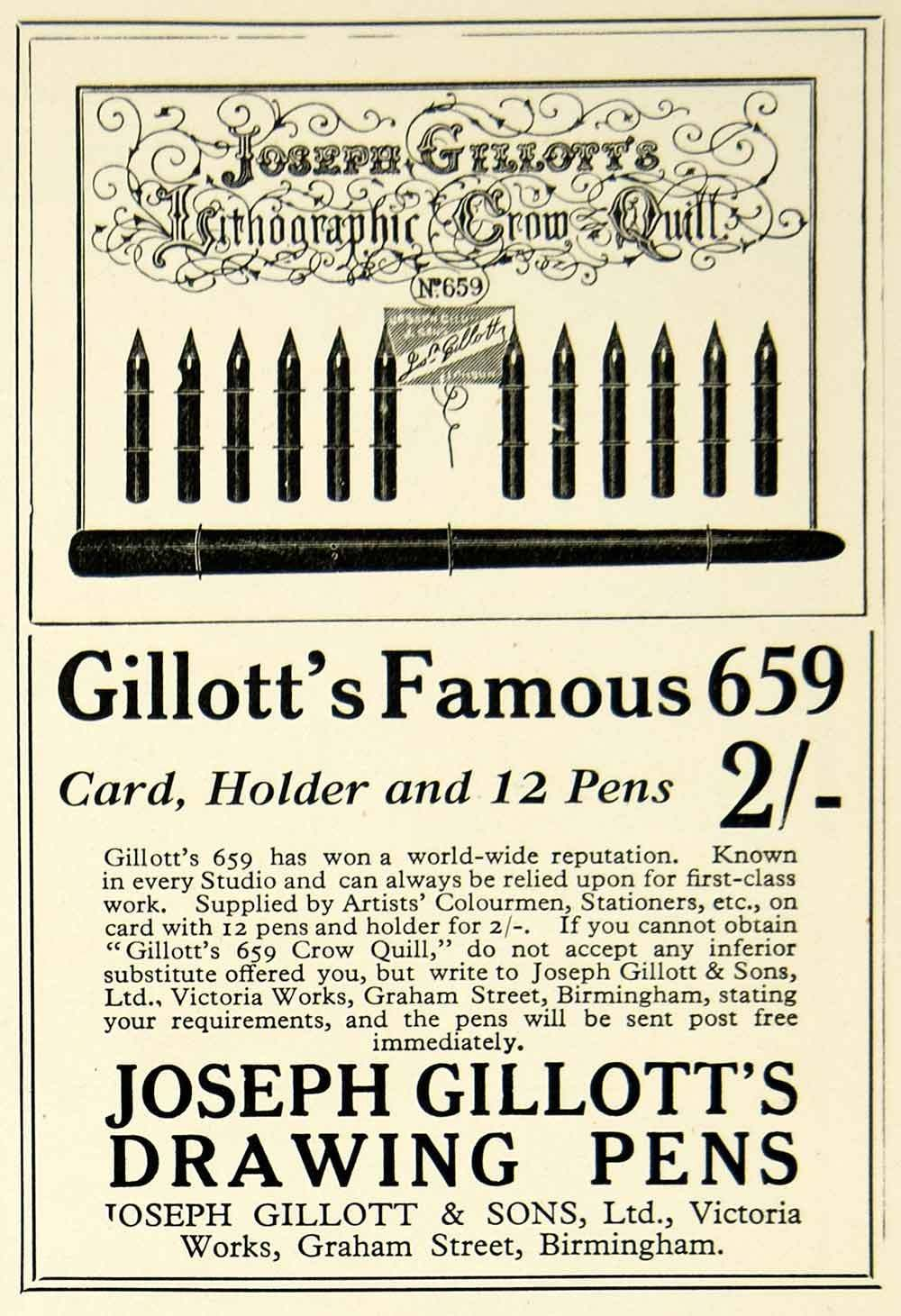
Gillott 펜촉 카드
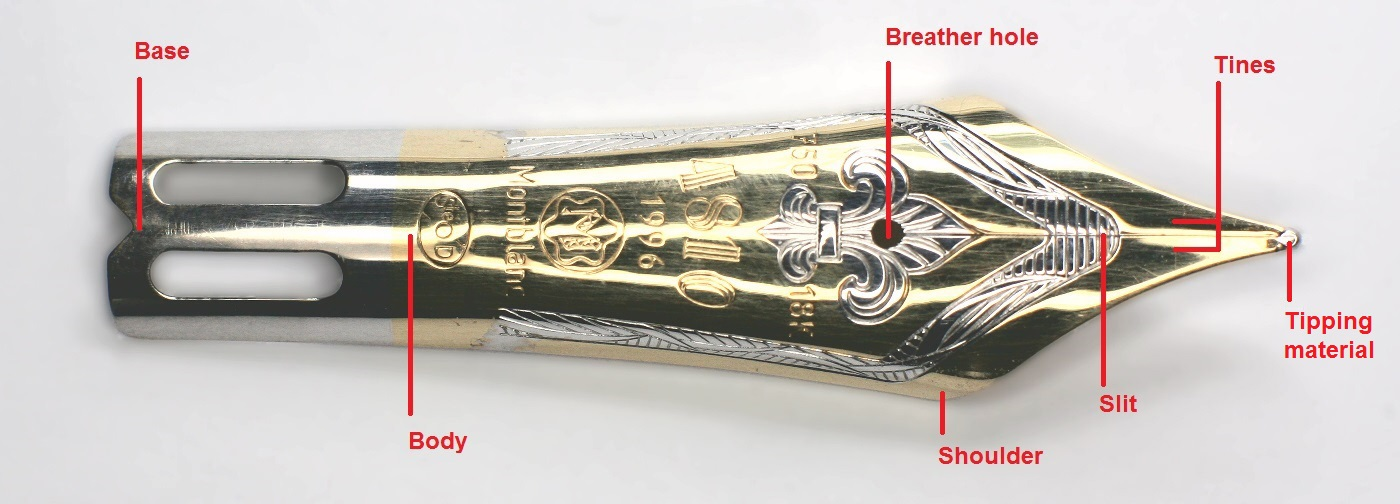
만년필 펜촉의 해부도
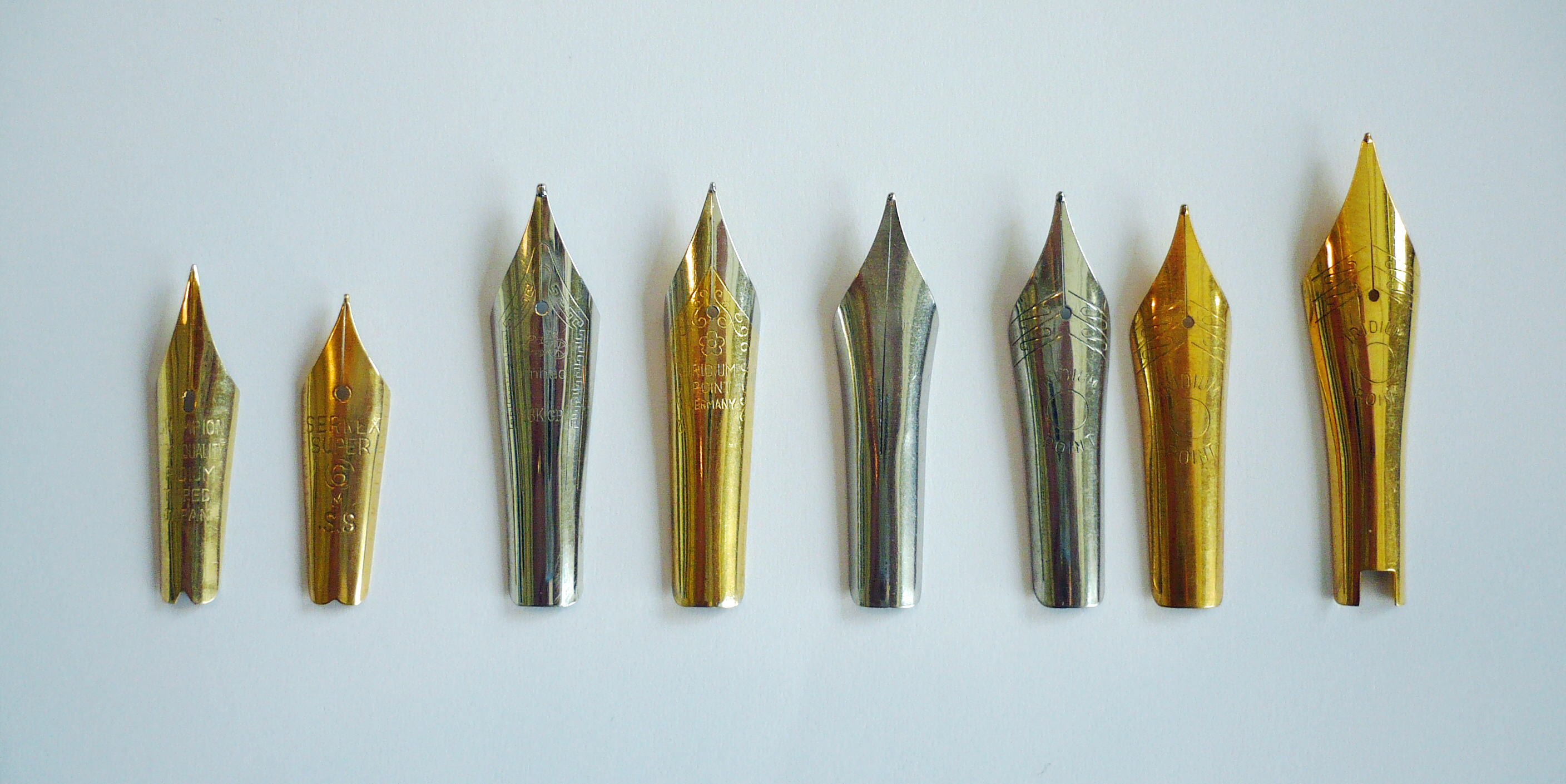
다양한 만년필 펜촉들
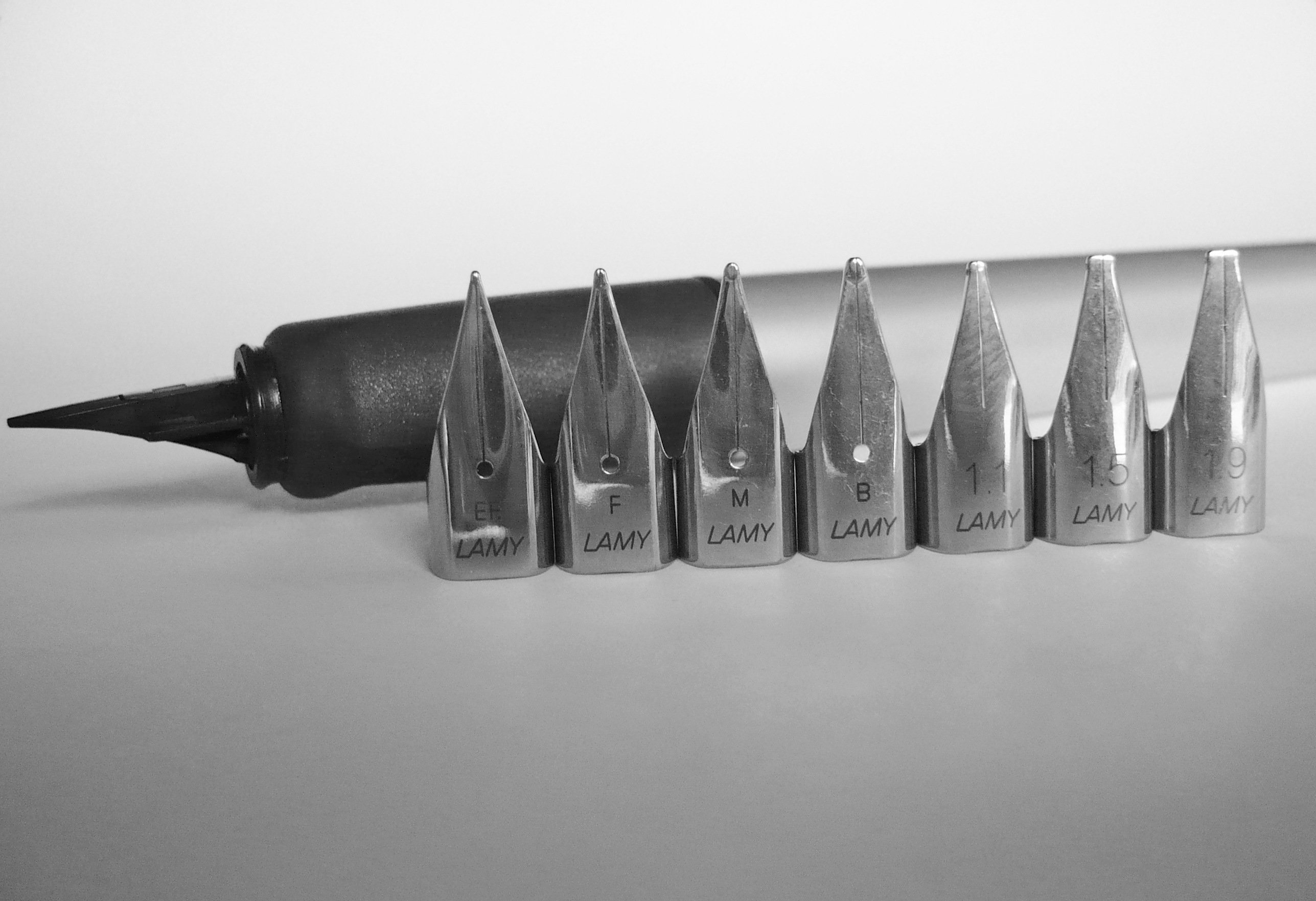
다양한 선 굵기와 스타일의 Lamy Z 50 펜촉들
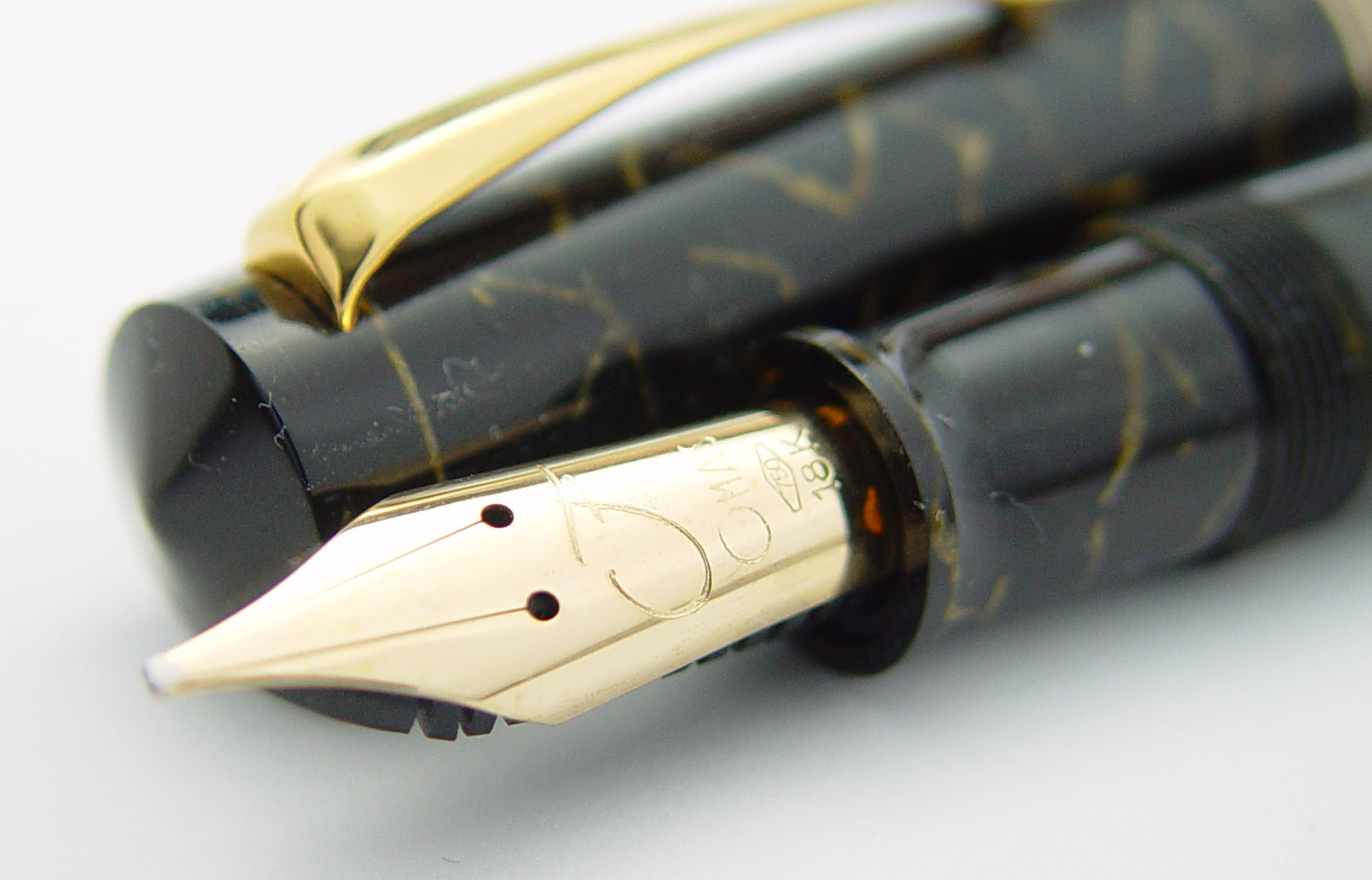
"OMAS Filarmonica" 만년필의 음표 펜촉
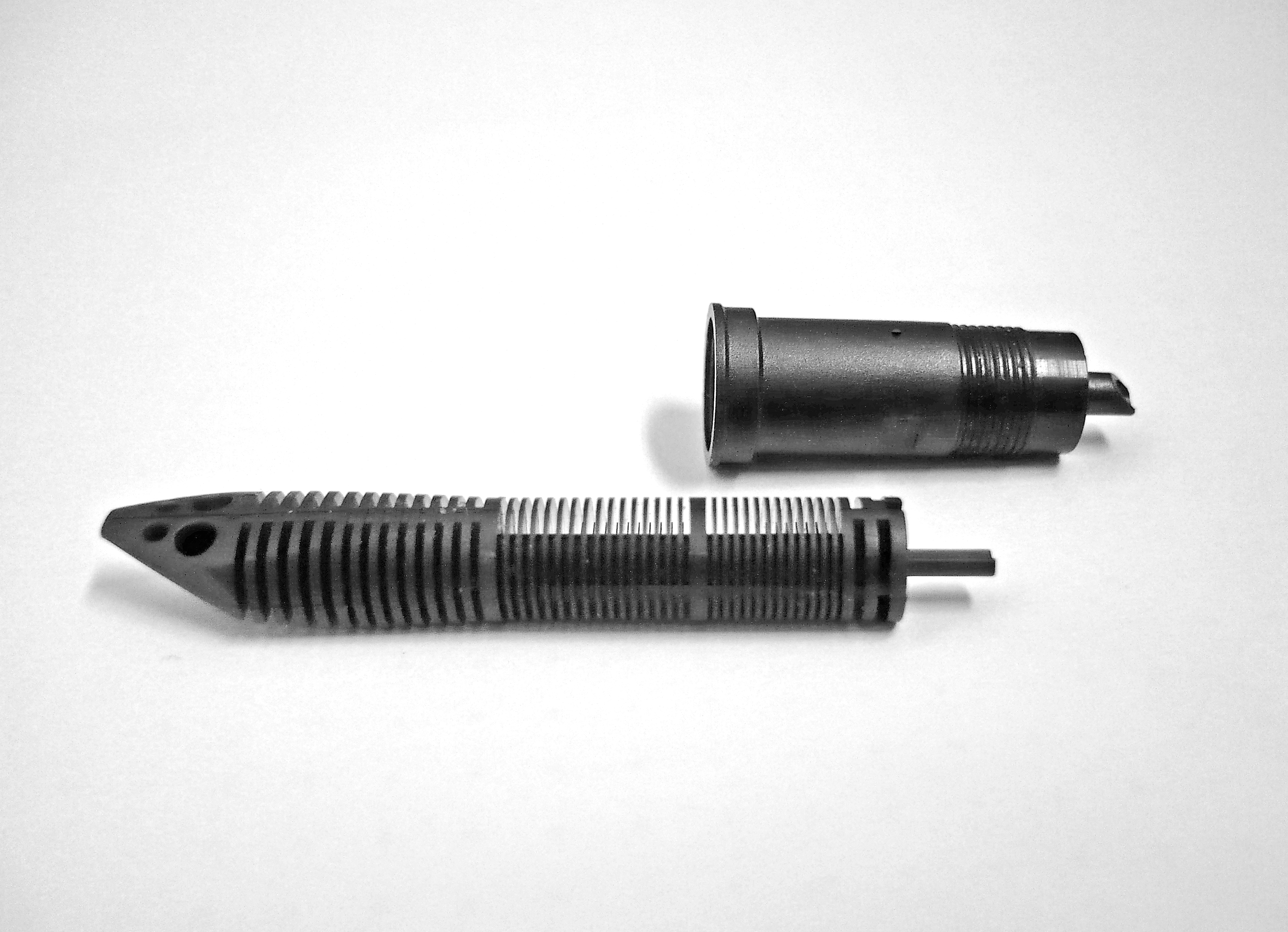
만년필 펜촉 유닛의 잉크 공급장치와 하우징
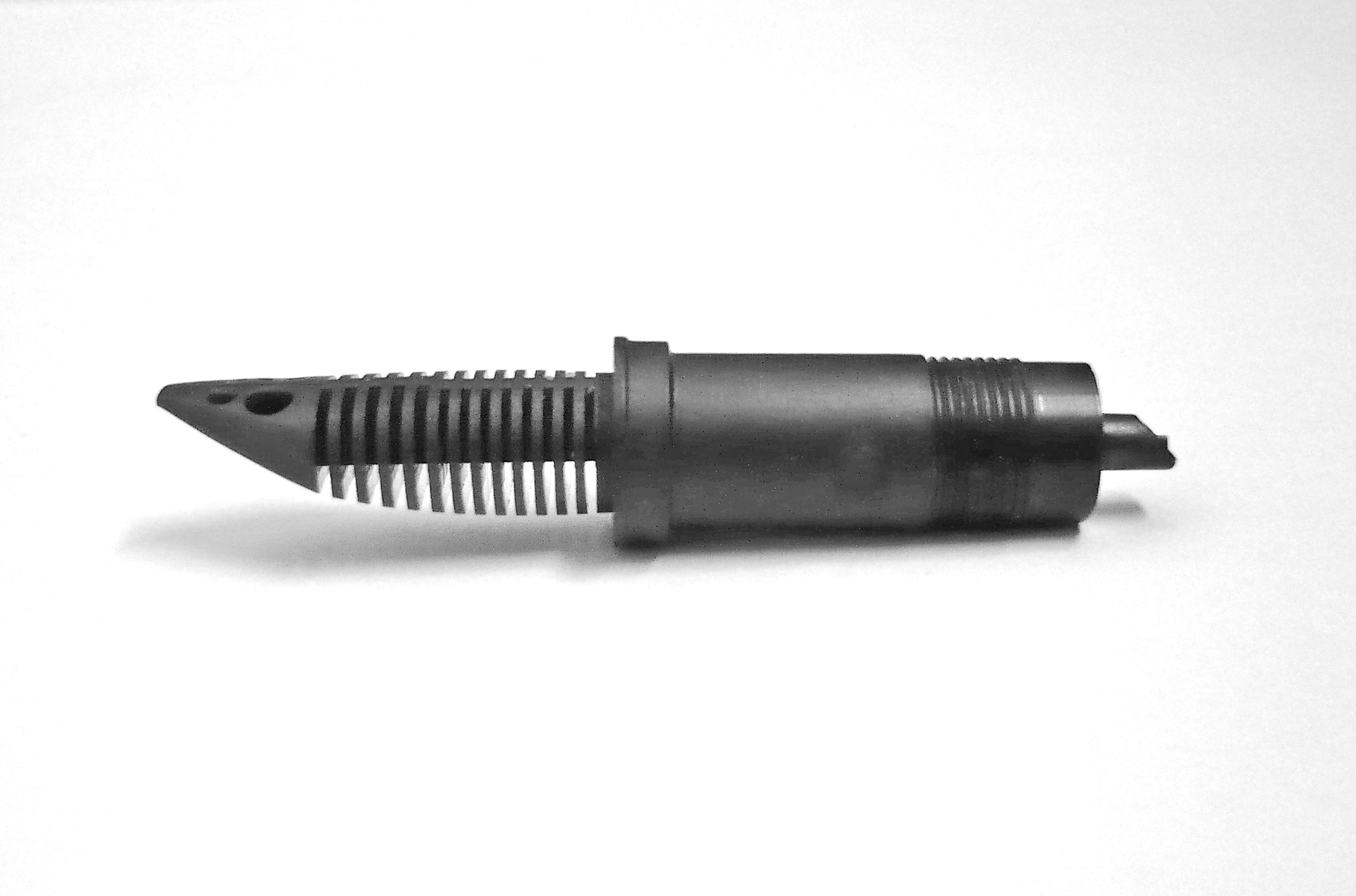
펜촉 장착을 위해 준비된 펜촉 유닛
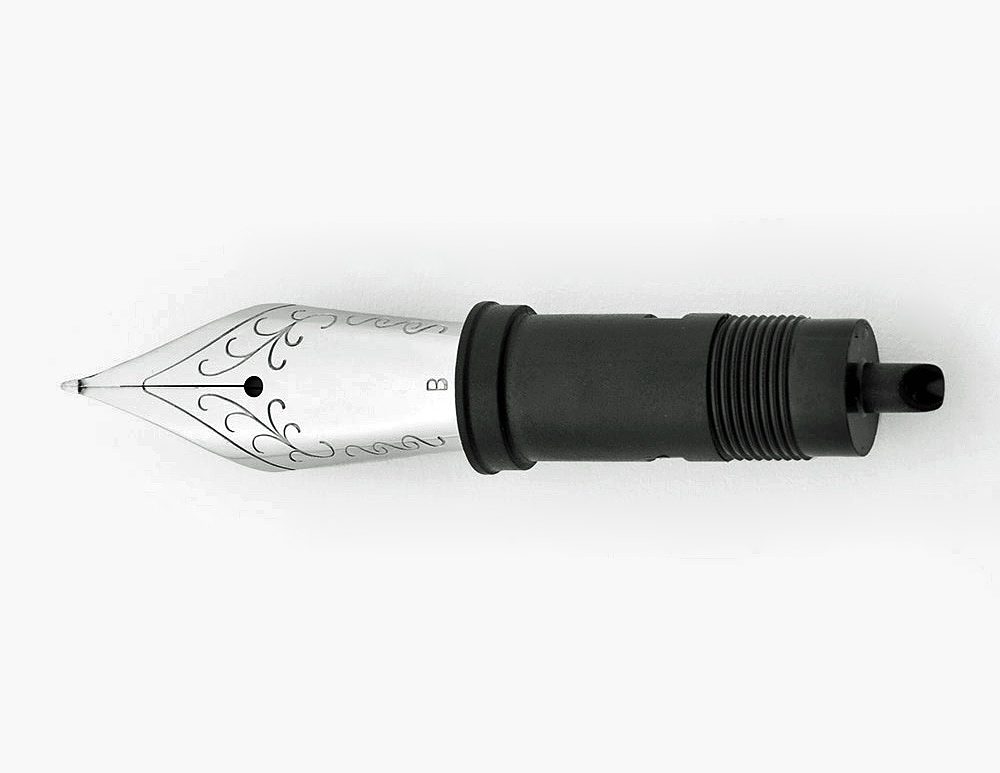
완전히 조립된 펜촉 유닛

## 같이 보기
- 딥펜
- 버밍엄 펜 무역
- 캘리그래피
- 펜의 종류, 상표, 제조사 목록